# Ossaea cucullata
Ossaea cucullata är en tvåhjärtbladig växtart som beskrevs av Henry Allan Gleason. Ossaea cucullata ingår i släktet Ossaea och familjen Melastomataceae. Inga underarter finns listade i Catalogue of Life.